# Alberto Montero
Alberto Montero Soler, né le 1er février 1970, est un homme politique espagnol membre de Podemos.
Il est élu député de la circonscription de Malaga lors des élections générales de décembre 2015.

## Biographie

### Études et profession
Il réalise ses études à l'université de Malaga où il obtient un doctorat en sciences économiques en 2003. Il devient professeur d'économie appliquée en 1997 et exerce à Malaga. Entre 2009 et 2014, il est successivement trésorier, vice-président et président de la Fondation du Centre des études politiques et sociales ; une organisation politique anticapitaliste servant à procurer une assistance politique, juridique et économique aux forces et gouvernements progressistes d'Amérique latine.

### Activités politiques
Lors des élections andalouses de mars 2012, il participe à la campagne de Diego Valderas, candidat d'Izquierda Unida à la présidence de la Junte d'Andalousie. Plus tard, il est chargé de diriger un projet de recherches par le département du Logement et du Logement du gouvernement régional. À ce titre, il embauche Íñigo Errejón comme collaborateur et lui octroie une bourse de 1 800 euros pour un contrat de 40 heures par semaine alors que celui-ci participait à l'organisation interne de Podemos ; déclenchant la polémique,.
Après avoir remporté les primaires internes, il est désigné tête de liste du parti dans la circonscription de Malaga lors des élections générales de décembre 2015. En remportant 132 980 voix et deux des onze sièges à pourvoir, il fait son entrée au Congrès des députés. Porte-parole adjoint à la commission du Suivi et de l'Évaluation des accords du pacte de Tolède, il est porte-parole titulaire à la commission de l'Économie et de la Compétitivité et préside celle de l'Emploi et de la Sécurité sociale.
Il conquiert un nouveau mandat à la suite du scrutin anticipé de juin 2016 aux cours desquelles il concourt à la tête d'une coalition avec IU. Après avoir conservé les deux mandats de parlementaires, il est confirmé dans ses attributions parlementaires.